# 亀淵迪
亀淵 迪（かめふち すすむ、1927年 - 2023年11月19日）は、日本の物理学者。専門は場の量子論、特に繰り込み理論の研究で知られる。学位は、理学博士。筑波大学名誉教授。坂田昌一に師事。石川県出身。

## 略歴
旧制小松中学、旧制四高を経て、1950年に名古屋大学理学部物理学科を卒業後、名古屋大学大学院理学研究科に進学。1951年 梅澤博臣と協力して、近似によらない荷電繰り込みの一般論を作り、副産物として、電磁場に対する電流（カレント）の応答公式（後に「線形応答理論の久保公式」と呼ばれる式の原型）や、カレントの応答関数の相対論的不変な表示公式（後の「レーマン Lehmann のスペクトル表示」と呼ばれる式と同等）を導入した（梅澤・亀淵、久保、レーマンの研究成果の位置付けについては、高橋康「昔話 名古屋における場の理論」素粒子論研究 2007年 114巻 6号 pp.35-48 の p.47 の記述も参照）。1952年 場の量子論の繰り込み可能性の条件を与えた（坂田昌一、梅澤博臣との共同研究）。1954年 理学博士（旧制）の学位を取得。博士論文の題目は「素粒子相互作用の構造に就いて」。その後、コペンハーゲン大学ニールスボーア研究所（1956年～1958年）、ロンドン大学インペリアルカレッジ（1958年～1963年）で研究。その後は、東京教育大学（現筑波大学）の教官（助教授、教授）となり、同大の朝永振一郎博士の後継者の一人として研究を進めた。また、大貫義郎と協力して、パラ統計に基づく場の量子論の具体化を行った。2008年素粒子メダル受賞（受賞理由：「くりこみ可能性に基づく相互作用の分類」）。
未完となっていた朝永博士の名著「量子力学」の最終巻（第三巻）を、朝永博士の遺稿を元にまとめ、1989年に出版したことでも知られる（角運動量とスピン―『量子力学』補巻 みすず出版）。

## 著書（共著含む）
- 1951年 “The vacuum in quantum electrodynamics”（H. Umezawaとの共著論文）Progress of Theoretical Physics Vol. 6, pp.543–558[3]. この中の p.548 (13), (14)式が線形応答公式、p.551 (22), (23), (24)がスペクトル表示公式にあたる。
- 1952年 “On the Structure of the Interaction of the Elementary Particles, I −The Renormalizability of the Interactions−”（共著論文：S. Sakata, H. Umezawa, and S. Kamefuchi）Progress of Theoretical Physics, Vol. 7, pp.377-390[4]
- 1982年 Quantum Field Theory and Parastatistics（大貫義郎と共著）（東京大学出版会，Springer Verlag）[5]
- 1989年 角運動量とスピン―『量子力学』補巻（朝永振一郎、亀淵迪、小寺武康、原康夫）（みすず書房）[6]
- 1993年 物理と実在―創り出された自然像（グレゴリー著、亀淵迪 訳）（丸善）
- 1996年 物理法則対話（岩波科学ライブラリー43）（岩波書店）[7]
- 2003年 量子力学特論（朝倉物理学大系13）（表実と共著）（朝倉書店）[8]
- 2016年 くりこみ理論誕生のころ（岩波書店『科学』2016年 3, 4, 5, 7, 8月号に連載）
- 2018年 素粒子論の始まり（日本評論社）[9]
- 2020年 エッセイ集 物理村の風景（日本評論社）[10]